# Нижня Сироватка
Ни́жня Сиро́ва́тка — село в Україні, у Нижньосироватській сільській громаді Сумського району Сумської області. Населення становить 3477 осіб. До 2016 орган місцевого самоврядування — Нижньосироватська сільська рада.

## Географія
Село Нижня Сироватка знаходиться на лівому березі річки Сироватка, яка через 1 км впадає в річку Псел, вище за течією на відстані 3,5 км розташоване село Верхня Сироватка, нижче за течією на відстані 0,5 км розташоване селище Низи. Через село протікає річка Крупець і кілька пересихаючих струмків з греблями. Річки в цьому місці звивисті, утворюють лимани, стариці і заболочені озера. Поруч проходить автомобільна дорога Н12 і залізниця, станція Сироватка.
Рельєф місцевості в районі села має ознаки горбистої рівнини, порізаної ярами та балками. Ґрунти переважають супіщані, суглинки та деградований чорнозем. Головними лісотвірними породами є дуб звичайний і сосна звичайна та інші деревні породи: береза, вільха клейка, осика, ясен звичайний. Живуть великі копитні — лосі, козулі, дикі кабани. Багато лисиць, зайців. У водоймищах багато видів риб: плотва, красноперка, в'язь, карась, щука, окунь, та інші. У ставках вирощують короп і товстолобик. У прибережних заростях живуть: качки, кулики, чайки, лелеки, журавлі. У лісах: зорянки, соловейки, шпаки, синиці, дятли, ворони, вивільги.

## Історія
Землі, на яких розміщена Нижня Сироватка ще з сивої давнини, були заселені слов'янськими племенами. На околиці села виявлено поселення ранньої залізної доби, курган і курганний могильник.
Про стосунки давніх поселенців з іншими народами свідчить знахідка на правому березі річки Сироватки в 1847 році. У глеку, який випадково вирив із землі селянин, містилося 206 арабських монет VII — ІХ ст. Зазнала нижньосироватська земля і набігів кочівників. Не випадково одна з вулиць (Набережна) ще до недавнього часу називалась Нагаївкою. Можливо, тут колись кочували нагайські татари.
Русло річки Сироватки в окремих місцях протікає в оглеєних ґрунтах, що забарвлюють воду в колір молочної сироватки. Ймовірно, від цього й походить назва річки. Історія Нижньої Сироватки починається з часу бурхливого заселення Слобожанщини вихідцями з Правобережної України, що освоювали вільні території Дикого Поля, поселялись на так званих слободах.
У середині XVII ст. на місці нинішнього села було кілька невеличких хуторів. 2 грудня 1659 року за інструкцією Сумської ратуші, підписаною отаманом Герасимом Кондратьєвим, осадчому Матвію Малишевському було наказано створити нове поселення по той бік Псла, на місці злиття двох річок — Сироватки і Крупця (між теперішніми вул. Луговою і Литвинівкою). Для цього пропонувалось переселити із Сум не менше 197 сімей та із Ворожби (Лебединської) — не менше 87 сімей і виділити їм земель, лісів, сіножатей і всяких угідь. Поселення створювалося задля «учреждения слободского Сумского полка войсковой службы казаков».
Заселення слободи відбувалось у першій половині 1660 р. Відразу ж було створено Сироватську округу, до якої увійшли Нижня Сироватка (центр), Верхня Сироватка, Бобрик, Старе (нині Червоне село), Терешківка та Шпилівка.
Козаки слободи Нижня Сироватка у складі Сумського полку захищали кордони Російської держави, брали участь у війнах, які вона вела у XVIII ст. Серед імен учасників Північної війни, збережених історією, згадується Прокіп Тихонов — сотник і одночасно обозний Нижньосироватської сотні Сумського козацького полку.
За переписом слобідських полків 1732 р., у слободі Нижня Сироватка налічувалось козаків і підпомічників робітників 1147 осіб. У 1765 році полково-сотенний устрій Слобожанщини було скасовано. Місцевих козаків позбавили колишніх прав та привілеїв і перетворили на «військових обивателів». Згідно з указом Катерини II від 3 травня 1783 року, козацький стан перетворювався на стан казенних хліборобів або державних селян. Стали державними селянами і мешканці Нижньої Сироватки. У 1784 р. у слободі налічувалося 2315 осіб чоловічої статі та 2247 — жіночої при 9910 десятинах землі, яка майже вся оброблялася.
У 1831 році в селі від холери померло 100, а в 1848 році — 160 осіб.
За даними на 1864 рік, у казенній слободі Верхньосироватської волості Сумського повіту Харківської губернії мешкало 4998 особи (2413 чоловічої статі та 2585 — жіночої), налічувалось 850 дворових господарств, існувала православна церква, відбувалось 4 щорічних ярмарки та базари.
У 1866 р. на території Нижньосироватської волості (враховуючи Низи) налічувалося 1936 житлових будинків, 10162 мешканці (5095 чоловіків та 5067 жінок). У власності мешканців волості було: 2481 кінь, 431 пара волів, 1191 корова, 3115 овець, 2487 свиней, 687 колод бджіл, 129 вітряних млинів. Було дві церкви (обидві цегляні), школа, богадільня, чотири хлібних крамниці, два постоялих двори, чотирнадцять питних закладів.
У пореформений період (60−70-хх роках XIX ст.) відбувалося швидке розшарування селянства. Частина селян, зорієнтувавшись у нових умовах, починає займатися товарним сільськогосподарським виробництвом. Деякі, як, наприклад, сім'я Харитоненків, досягають у цьому значних успіхів. Син волосного голови села Нижньої Сироватки Іван Герасимович Харитоненко, завдяки природному розумові й наполегливій праці, стає відомим цукрозаводчиком, меценатом і благодійником. На кошти І. Г. Харитоненка було завершено будівництво Тихінської церкви в селі Нижня Сироватка, збудовано лікарню, десятки шкіл та благодійних закладів у селах Сумського повіту, Сумах, Харкові та інших містах.
У 1884 році в Нижній Сироватці налічувалося 1180 дворів, 6470 державних селян. Усієї зручної землі мешканці села мали 8821 десятину (орної — 6611 десятин), крім того, у приватній власності — 272 десятини.
На початку XX ст. у селі з'явилися власники парових млинів, цегелень — сім'ї Тригубів, Косиків, Чуйків, Коротенків, які наймали робітників серед односельчан. У так званому «будинку Карла» Іван Карлович Ярмоленко разом з найманими робітниками займався сушінням овочів і фруктів, відправляючи їх у північні райони Росії, з чого мав великі прибутки. Частина бідних селян ішла на заробітки до міста чи в сусідні села. Там працювали в поміщицьких економіях Суханова (с. Низи), Зайцева (с. Вистороп).
Станом на 1915 рік село було центром окремої Нижньосироватської волості, кількість мешканців зросла до 16857 осіб.
21-25 квітня 1915 р. у Нижній Сироватці відбувся найбільший в Україні селянський виступ проти впровадження столипінської аграрної реформи, у якому взяло участь близько трьох тисяч чоловік. Селяни — переважно жінки, чоловіки яких перебували на фронті, — протягом трьох діб не дозволяли землевпорядній повітовій комісії здійснити переділ землі (на відруби) на користь багатих селян. Під час заворушення в натовпі вбили двох заможних господарів (ініціаторів переділу землі), тяжко поранили помічника Сумського справника і двох стражників. Повітова влада для придушення бунту викликала підкріплення з Харкова. Спеціальним поїздом прибув віце-губернатор Масальський з п'ятьма стражниками і нарядом поліції. Заарештували 78 селян. Але після попереднього судового слідства до суду притягли 34. Суд над учасниками повстання відбувся в Сумах 17 листопада 1915 року. Підсудні отримали різні строки ув'язнення. Серед засуджених була й вагітна жінка, яка у в'язниці народила дитину. Її чоловік, дізнавшись про важку долю дружини, перебуваючи у цей час на фронті, просив помилувати дружину, та губернатор відмовив.
У січні 1918 року в селі розпочався період першої більшовицької окупації, остаточно ж закріпились червоні в листопаді 1919 року, після того як вони вибили денікінські війська.
19 березня 1923 року антибільшовицькі повстанці вбили перших комсомольців села. Вбитими були Іван Пилипович Тригуб, Пилип Тимофійович Рибалка, Трохим Максимович Кривошей, Прокіп Іванович Калашник, Володимир Зотович Хоменко і комуніст із Сум С. Я. Василенко, які зібралися в сільському клубі з нагоди святкування Дня Паризької комуни. У центрі села на їх честь пізніше спорудили обеліск.
За переписом 17 грудня 1926 р., у селі мешкало 13692 осіб, з них жінок — 6978. Діяло дві сільради. До першої входили: Нижня Сироватка (північна), залізнична станція Сироватка, 10 залізничних будок, водокачка при станції, станція Гребенеківка з роз'їздом, хутори Градське, Карпенків, Кирасирщина (Батурці), Крупець, Макухівщина, Малярів (Левченків), Писарівщина, Сафонів, Шаблин (Коваленків), Дзержинське. До другої — Нижня Сироватка (південна), хутір Бездідьків. На території обох сільрад мешкало 14466 осіб.
Село постраждало внаслідок геноциду українського народу, проведеного урядом СССР у 1932—1933 роках. Під час Голодомору 1932—1933 років помер щонайменше 91 житель села.
У 1952—2004 рр. у Нижній Сироватці жив і працював головним інженером у колгоспі (до виходу на пенсію в 1983 р.) Дмитро Григорович Пирогов — ветеран німецько-радянської війни, автор романів «Землею і водою», «Без хреста й домовини», повісті «Невиліковні рани», оповідань, що розкривають маловідомі сторінки нашої історії.
Під час російсько-української війни 2022 року Нижня Сироватка зазнала значного впливу через бойові дії та окупацію. Село, як і багато інших населених пунктів Сумської області, стало ареною бойових дій, що призвело до руйнувань інфраструктури та житлових будинків. Місцеві жителі часто залишали свої домівки, шукаючи безпечніші місця.
До кінця весни 2022 року значну частину Сумської області, включаючи Нижню Сироватку, було звільнено від російських військ. Після звільнення село почало повертатися до нормального життя, але багато зусиль потребувалося для відновлення інфраструктури та допомоги населенню, яке постраждало від бойових дій. На території громади все ще лишалися заміновані місця небезпечні для людей. Волонтери, благодійні організації та державні структури брали активну участь у цьому процесі, забезпечуючи жителів необхідними ресурсами та допомогою.
За уточненими даними ОК «Північ» 31 серпня 2024 року в селі зафіксовано – 1 вибух, ймовірно ракетний удар. Внаслідок обстрілу поранено цивільну особу, пошкоджено торгову будівлю, приватний ангар, автомобільну майстерню, 8 автомобілів та 2 приватні житлові будинки.

## Населення

### Мова
Розподіл населення за рідною мовою за даними перепису 2001 року:
| Мова            | Кількість | Відсоток |
| --------------- | --------- | -------- |
| українська      | 3568      | 95.99%   |
| російська       | 138       | 3.71%    |
| білоруська      | 9         | 0.24%    |
| інші/не вказали | 2         | 0.06%    |
| Усього          | 3717      | 100%     |

## Освіта
Перші відомості про школу в селі Нижня Сироватка датуються 1732 роком. Спочатку була церковнопарафіяльна школа, у якій двоє священиків навчали семеро учнів. У XIX столітті вона розташовувалася в будинку (зберігся до нашого часу як житловий будинок), зведеному священиком Олексієм Беляєвим для своєї доньки Марії Зеленської. Саме тут, разом з іншими школярами, навчався майбутній підприємець, меценат і благодійник XIX ст. І. Г. Харитоненко. У 1864 р. школа була реформована у початкове народне училище. В училищі працювало 2-3 вчителі й навчалося 100—120 дітей переважно заможних селян — не тільки місцевих, а й із сусідніх міст і сіл (Сум, Стецьківки, Рокитного, Курської губернії). У 1876 р. збудовано нове приміщення для училища, нині приміщення старої школи.
Завідувачем і вчителем в училищі в 1884—1885 роках працював Борис Дмитрович Грінченко — відомий український письменник, етнограф, педагог і політичний діяч. Тут народилася його донька Анастасія Грінченко, українська письменниця.
У 1901 році земством було засновано ще одне початкове однокласне училище. Усі три школи в селі працювали до кінця 1917 р. Перша бібліотека в селі відкрилася в 1909 р. при станції Сироватка в найманому приміщенні площею 25,5 кв. м. Бібліотекарем обов'язково мав бути учитель. Заробітна плата бібліотекаря становила 36 крб. на рік. Керування бібліотеками покладалося на повітові управи. На 1914 р. у бібліотеці був 641 примірник. Книги придбавалися за рахунок повітового земства, а також передплачувалася періодична преса. Література в бібліотеці видавалася без застави і без оплати всім місцевим жителям, починаючи з семирічного віку.
У січні 1937 р. були репресовані шість учителів місцевих шкіл: Василь Степанович Панкевич — директор середньої школи, учитель хімії, Федір Дмитрович Перцев — учитель математики, Павло Гнатович Попов — учитель української мови та літератури, завуч школи, Павло Іванович Василенко — учитель української мови та літератури, директор Горівської школи, Григорій Трохимович Павленко — учитель біології, та Григорій Петрович Луньов — учитель математики.

## Спорт
Футбольна команда «Нива» заснована 1998 року. Засновником виступило КСП «Нива». У 1999 р. до нього приєднується як співзасновник ТОВ «Хлібороб». Назва команди змінюється на СК «Нижня Сироватка». У 2003 р. змінюються спонсори. Ними стають ТОВ «Хлібороб» та місцеві підприємці. Назва теж змінюється. На сьогодні команда відома як «Деметра». Старша команда виступає в чемпіонаті першості району та області і так само молодша — займають призові місця на області. У 2009 році старша команда виборола звання «Чемпіон Сумського району».

## Релігія
У селі діє Тихонівська церква.

## Пам'ятки архітектури, історії та культури
У Нижній Сироватці збереглись архітектурні пам'ятники XIX століття. Тихінська церква (діюча), зведена у 1880-х роках на кошти та за сприяння Івана Герасимовича Харитоненка, сина нижньосироватського волосного голови, відомого підприємця і благодійника, та шпиталь для бідних (приміщення теперішньої дільничої лікарні), споруджений у середині 1890-х років за заповітом І. Г. Харитоненка його сином Павлом Івановичем Харитоненком. У першій половині XX століття в селі була ще одна церква — Покровська, збудована в 1821 році стараннями колишнього протоієрея отця Тимошевського і прихожан. Церква була кам'яна, однопрестольна. Головний — в ім'я Покрови Пресвятої Богородиці, правий — всіх Святих і лівий — Архістратига Михайла. Церкву зруйновано в 1930-х роках.
У центрі села на честь вбитих комсомольців споруджено обеліск.
Споруджено два меморіальні комплекси на честь місцевих мешканців, полеглих смертю хоробрих на фронтах, і радянських воїнів, загиблих при звільненні Нижньої Сироватки.

## Відомі люди
- Божко Олександра Михайлівна — радянська колгоспниця.
- Василенко Олександр Миколайович — український військовик, учасник російсько-української війни[9].
- Галушка Володимир Миколайович— український військовик, учасник російсько-української війни[10].
- Гриненко Максим Омелянович — радянський військовик, Герой Радянського Союзу (1943).
- Грінченко Анастасія Борисівна — українська письменниця, перекладачка, публіцистка, революціонерка. Донька Бориса Грінченка.
- Грінченко Борис Дмитрович - в 1884 р.завідував сільською школою,тут вінчався з дружиною
- Коломієць Михайло Маркович (1918—2010) — радянський воєначальник, Герой Радянського Союзу.
- Коломієць Петро Іванович — сержант Робітничо-селянської Червоної Армії, Герой Радянського Союзу (1944).
- Кучеренко Володимир Анатолійович — Герой Радянського Союзу, командир вертолітної ескадрильї.
- Мостіпанова Людмила Олександрівна — українська співачка.
- Пирогов Дмитро Григорович — ветеран Німецько-радянської війни, автор романів «Землею і водою», «Без хреста й домовини», повісті «Невиліковні рани».
- Сокрут Наум Аврамович — ройовий технічної сотні 4-ї Київської дивізії Армії УНР, Герой Другого Зимового походу.
- Троценко Віктор Карпович — український архітектор.
- Іван Герасимович Харитоненко (молодший) — землевласник і цукрозаводчик, відомий філантроп.
- Чувашов Купріян Дмитрович  — ветеран Німецько-радянської війни, автор повістей «Неуловимый», «Любовь сильнее смерти», «Разбитое счастье».